# Sarg von St. Cuthbert

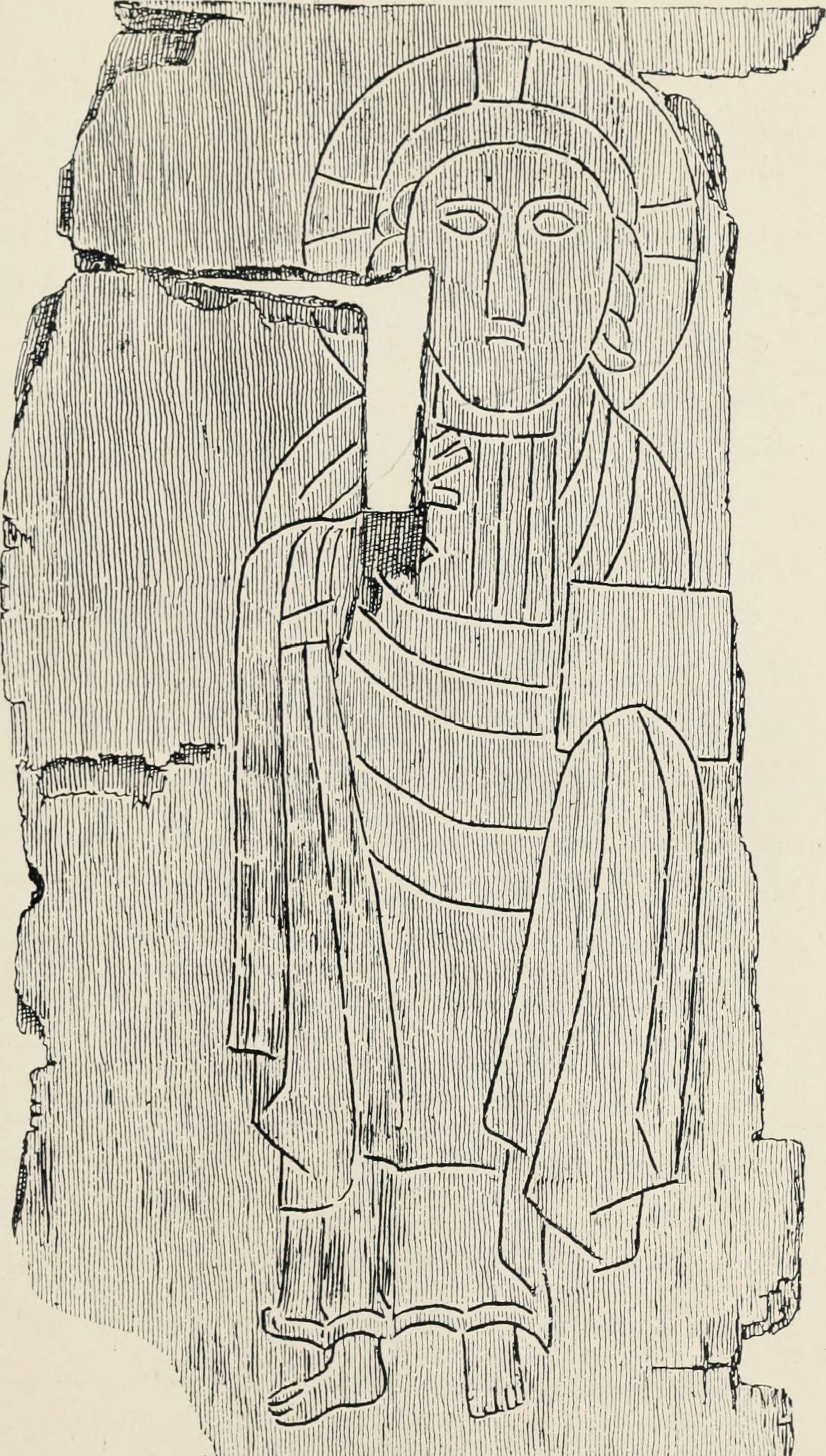
Christusdarstellung

Der Sarg des heiligen Cuthbert war ein Eichensarg wahrscheinlich aus dem 7. Jahrhundert in England. Der Sarg ist das einzige erhaltene Beispiel frühmittelalterlicher angelsächsischer Holzgravur. In dem Sarg war seit etwa 698/720 der Leichnam des heiligen Cuthbert beigesetzt. In ihm wurde 1104 eine Handschrift des Johannes-Evangeliums gefunden, das älteste erhaltene gebundene Buch Europas. Weiter befanden sich in dem Sarg die einzigen erhaltenen liturgischen Gewänder angelsächsischer Herkunft und andere sakrale Gegenstände. 1827 wurde der Sarg zerlegt und der Leichnam umgebettet. 1939 wurde er rekonstruiert und wieder zusammengesetzt. Heute sind Teile in der Kathedrale von Durham zu sehen.

## Beschreibung
Auf dem Sarg waren eine Darstellung von Christus eingraviert, dazu die früheste ikonographische Darstellung von Maria mit dem Kind außerhalb Roms, zwei Erzengel, und an den Seitenwänden die zwölf Apostel und fünf Engel. Außerdem waren Inschriften in Runenschrift und lateinischer Schrift eingraviert.
In dem Sarg befanden sich eine Handschrift des Johannes-Evangeliums, zwei liturgische Gewänder, die die ältesten und einzigen erhaltenen Gewänder in England vor 1066 überhaupt sind, ein transportabler Altar, ein vergoldetes Brustkreuz und ein Kamm aus Elfenbein.

## Geschichte
Cuthbert wurde 678 nach seinem Tod zunächst in einem Steinsarkophag im Kloster Lindisfarne beigesetzt. Um 698 wurde er umgebettet, wohl in den Eichensarg.
875 flohen Mönche aus Lindisfarne mit dem Sarg vor Wikingerüberfällen. In ihm hatten sie den Kopf des heiligen Oswald sowie die Gebeine mehrerer anderer Mönche gelegt. 995 wurde mit dem Sarg Durham gegründet. Seitdem steht er in der dortigen Kathedrale. 1104 wurde der Sarg geöffnet. Der Leichnam war noch immer unverwest,
1827 wurde der Leichnam umgebettet und der Sarg zerteilt in etwa 6000 Teile.
1939 setzte Ernst Kitzinger vom British Museum in London ihn wieder zusammen.

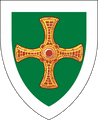
Pektorale (Brustkreuz) auf Wappen von Durham
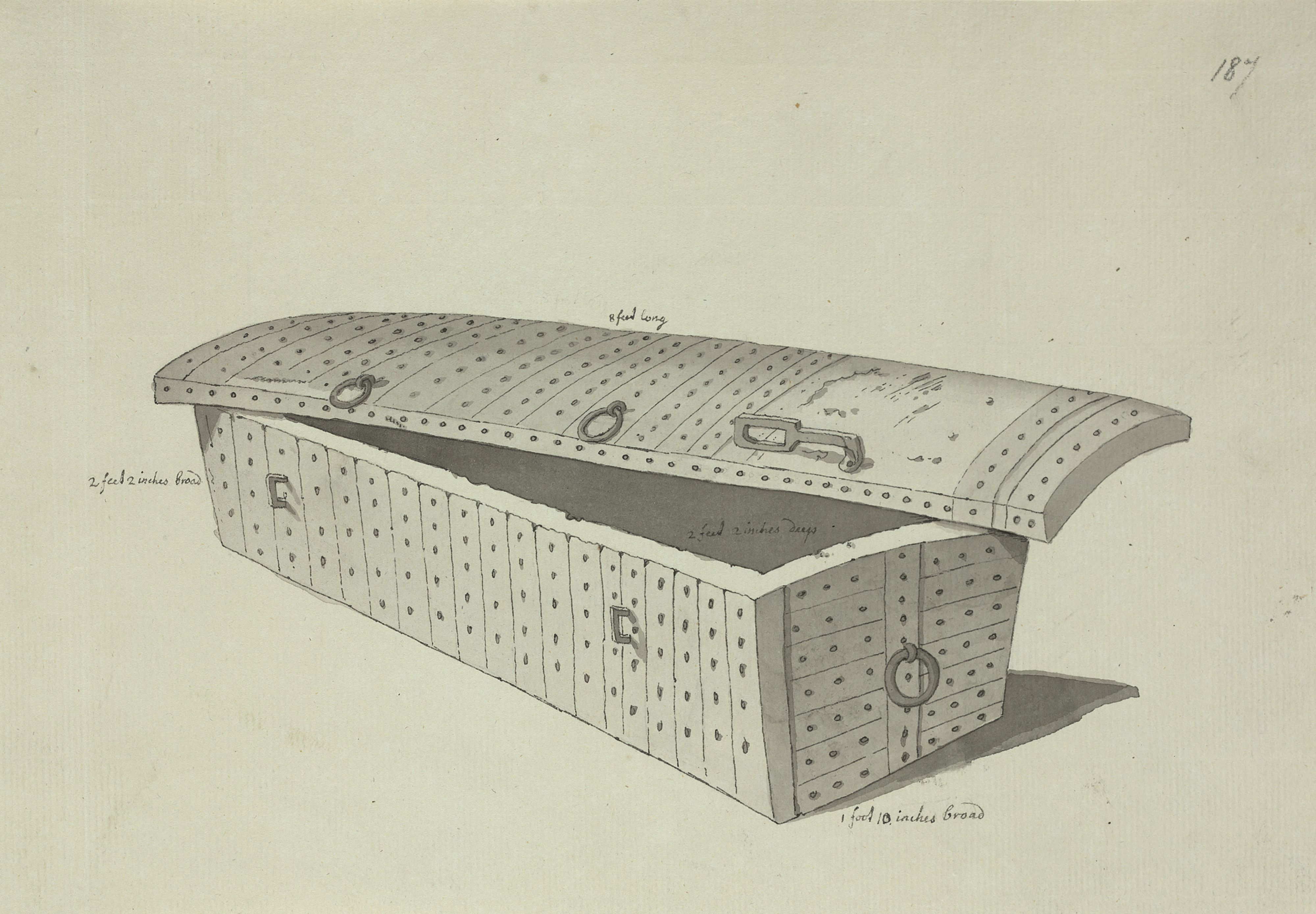
Kasten um den Sarg